# Vingt-troisième circonscription de Tokyo
La vingt-troisième circonscription de Tokyo (東京都第23区, Tōkyō-to dai-nijū-san-ku) est l'une des trente circonscriptions législatives que compte la préfecture métropolitaine de Tokyo.

## Description géographique
Entre 1994 et 2017, la vingt-troisième circonscription de Tokyo regroupait les villes de Machida et Tama.
Entre 2017 et 2022, elle comprenait la ville de Machida et une partie de Tama.
Depuis 2022, elle correspond à la ville de Machida,.

## Députés
| Législature | Début de mandat | Fin de mandat | Député élu          | Parti politique | Parti politique |
| ----------- | --------------- | ------------- | ------------------- | --------------- | --------------- |
| 41e         | 1996            | 2000          | Kōsuke Itō (ja)     |                 | PLD             |
| 42e         | 2000            | 2003          | Kōsuke Itō (ja)     |                 | PLD             |
| 43e         | 2003            | 2005          | Kōsuke Itō (ja)     |                 | PLD             |
| 44e         | 2005            | 2009          | Kōsuke Itō (ja)     |                 | PLD             |
| 45e         | 2009            | 2012          | Mari Kushibuchi     |                 | PDJ             |
| 46e         | 2012            | 2014          | Masanobu Ogura (ja) |                 | PLD             |
| 47e         | 2014            | 2017          | Masanobu Ogura (ja) |                 | PLD             |
| 48e         | 2017            | 2021          | Masanobu Ogura (ja) |                 | PLD             |
| 49e         | 2021            | 2024          | Masanobu Ogura (ja) |                 | PLD             |
| 50e         | 2024            | -             | Shunsuke Itō (ja)   |                 | PDC             |